# Cal Fornesa
Cal Fornesa és una casa situada al carrer Portal de Cerdanya, vora la Plaça dels Oms, al Centre Històric de la Seu d'Urgell (Alt Urgell) protegida com a Bé Cultural d'Interès Local.

## Descripció
Edifici aïllat, de planta irregular, degut a la seva adaptació al terreny i a la forma de l'absis de l'església de Sant Domingo. Es tracta d'una construcció que segueix les línies de l'eclecticisme. Es diferencien alguns elements arquitectònics rellevants com la tribuna de ferro i vidre, amb traces més modernistes i les mènsules i cartel·les utilitzades en tota la façana, amb motius decoratius més clàssics.

## Història
Als inicis del segle xx, la família Fornesa adquirí aquests terrenys i la petita casa que s'hi ubicava. La caseta fou reformada i convertida en una casa de majors dimensions i amb l'estil que es segueix conservant.